# Сегондзано
Сегондза́но (итал. Segonzano) — коммуна в Италии, располагается в провинции Тренто области Трентино-Альто-Адидже.
Население составляет 1567 человек (2008 г.), плотность населения составляет 76 чел./км². Занимает площадь 20 км². Почтовый индекс — 38047. Телефонный код — 0461.
Покровителем населённого пункта считается святой Варфоломей. Праздник города отмечается 24 августа.

## Демография
Динамика населения:

## Администрация коммуны
- Официальный сайт:

## Города-побратимы
- Сегонзак (Франция)